# Huqiao (köpinghuvudort i Kina, Jiangxi Sheng, lat 28,55, long 118,16)
Huqiao (kinesiska: 壶峤) är en köpinghuvudort i Kina. Den ligger i provinsen Jiangxi, i den sydöstra delen av landet, omkring 220 kilometer öster om provinshuvudstaden Nanchang. Antalet invånare är 21 951. Befolkningen består av 10 660 kvinnor och 11 291 män. Barn under 15 år utgör 27,0 %, vuxna 15-64 år 64 %, och äldre över 65 år 8,0 %.
Runt Huqiao är det tätbefolkat, med 511 invånare per kvadratkilometer. Närmaste större samhälle är Huanggu, 17,6 km väster om Huqiao. Trakten runt Huqiao består till största delen av jordbruksmark.
Genomsnittlig årsnederbörd är 2 682 millimeter. Den regnigaste månaden är juni, med i genomsnitt 514 mm nederbörd, och den torraste är oktober, med 39 mm nederbörd.